# Gone Gone Gone
Gone Gone Gone är ett album utgivet i januari 1965 av The Everly Brothers. Gone Gone Gone var duons tionde LP och den sjunde på skivbolaget Warner Brothers.

## Låtlista
Singelplacering i Billboard inom parentes. Placering i England=UK

### Sid A
1. Donna, Donna (Boudleaux Bryant/Felice Bryant)
2. Lonely Island (Boudleaux Bryant)
3. The Facts Of Life (Don Everly)
4. Ain't That Lovin' You Baby (Jimmy Reed)
5. Love Is All I Need (Boudleaux Bryant/Felice Bryant)
6. Torture (John D. Loudermilk)

### Sid B
1. The Drop Out (Don Everly)
2. Radio And TV (Boudleaux Bryant/Felice Bryant)
3. Honolulu (Boudleaux Bryant)
4. It's Been A Long Dry Spell (John D. Loudermilk)
5. The Ferris Wheel (Ronnie Blackwell/DeWayne Blackwell) (#72, UK #25)
6. Gone, Gone, Gone (Don Everly/Phil Everly) (#31, UK #36)

När skivbolaget Warner Brothers återutgav albumet 2005 parades Gone Gone Gone ihop med albumet The Everly Brothers Sing Great Country Hits på en CD. Dessutom fanns nedanstående elva bonusspår på skivan:
1. Love Her (Barry Mann/Cynthia Weil)
2. You're The One I Love (Boudleaux Bryant)
3. The Girl Sang The Blues (Barry Mann/Cynthia Weil) (UK #25)
4. Hello Amy (Don Everly)
5. I Think Of Me (Don Everly)
6. Nancy's Minuet (Don Everly) (singelversion)
7. Don't Forget To Cry (Boudleaux Bryant/Felice Bryant)
8. When Snowflakes Fall In Summer (Barry Mann/Cynthia Weil)
9. Ring Around My Rosie (Ronald Blackwell)
10. Trouble (okänd)
11. Girls, Girls, Girls (What A Headache) (okänd)